# Andrea Lazzari (storico)
Andrea Lazzari, solito firmare le sue pubblicazioni come arciprete Andrea Lazzari (Urbino, 16 agosto 1754 – Roma, 6 dicembre 1831) è stato un religioso, letterato e storico italiano, noto in particolare per le sue ricerche e pubblicazioni sulla storia urbinate.

## Biografia
Nato da Antonio Lazzari, cittadino d'Urbino, e da Angella Mattei, figlia di Flavia Speranza nobile di Fossombrone, dopo gli studi a Urbino in teologia presso il collegio dei padri delle scuole pie con Camillo Simi, si laureò in diritto civile e canonico col prevosto Venturucci.
Per le sue capacità nelle belle lettere fu chiamato a occupare la cattedra di eloquenza nel seminario di Jesi e poi al seminario di Pesaro, dove divenne anche rettore. Alla morte di mons. Barsanti fece ritorno a Urbino dove nel 1785 divenne arciprete della pieve di San Martino e nel 1794 prevosto alla chiesa di Santo Spirito, ove operò dal 1795 al 1816.
Fu membro di importanti accademie, fa le quali l'Arcadia, la Ducale, e la Pontificia Accademia Ecclesiastica. Fu dottore di collegio presso l'Università di Urbino. Sotto papa Pio VI ebbe i maggiori riconoscimenti nella carriera ecclesiastica: eletto nel 1797 deputato a Roma dalla Comunità di Urbino e Montefeltro, divenne protonotario apostolico, cappellano segreto, cameriere segreto e, nel 1805, prelato domestico del Pontefice.
Particolarmente rilevanti furono i suoi studi sulla storia urbinate, le raccolte epistolari, e le biografie di personalità (fra le quali quelle su Ludovico Antonio Muratori e gli illustri professori delle belle arti, e de' valenti mecanici). Influenzato dall'illuminismo settecentesco, Lazzari si occupò della storia romana di Urbino con un approccio rigoroso e scientifico. Alcuni dei suoi scritti furono inclusi nella fondamentale opera del Colucci di trenta volumi sulle Antichità Picene. Lo stesso Colucci lo descrisse così in introduzione al terzo volume:
(Giuseppe Colucci)
Lazzari fu anche fra le fonti ampiamente usate da Gaetano Moroni per redigere il suo Dizionario di erudizione storico-ecclesiastica.
Morì nella notte fra il 5 e il 6 dicembre 1831, a settantasette anni. Nella città di Nociglia gli è stata dedicata una via del centro cittadino.

## Opere
- Andrea Lazzari, Precetti della rettorica, Cesena, Gregorio Biasini, 1782.
- Andrea Lazzari, Lettere inedite, ed elogj del Sig. Dott. Lod. Antonio Muratori Proposto della Pomposa, Venezia, Leonardo e Giammaria Bassaglia, 1783.
- Andrea Lazzari, Dell'epigrafia, o sia dell'arte di comporre le iscrizioni, Foligno, Giovanni Tomassini, 1784.
- Andrea Lazzari, Del modo di distinguere le false iscrizioni dalle vere, Foligno, Giovanni Tomassini, 1784.
- Andrea Lazzari, Principj pratici dell'arte Oratoria sacra, e profana. Trattato diviso in XII lezioni, Venezia, Remondini, 1786.
- Andrea Lazzari, Ricerche di S. Crescentino Martire Protettore della Città d'Urbino, Venezia, Simone Occhi, 1787.
- Andrea Lazzari, Della Origine della città di Urbino, Fermo, Torchj dell'Autore, 1788.
- Andrea Lazzari, Su di varie memorie istoriche e antichità e sulla decadenza di Urbino, Fermo, Torchj dell'Autore, 1788.
- Andrea Lazzari, Dei due urbini Metaurense e Ortense.
- Andrea Lazzari, Serie de' vescovi ed arcivescovi d'Urbino.
- Andrea Lazzari, Disamina della patria di Bramante, Fermo, Torchj di Pallade, 1791.
- Andrea Lazzari, Progetti letterarj dl Sig. Dottor Lodovico Antonio Muratori proposti ed approvati in varie lettere, Faenza, Gioseff' Antonio Archi.
- Andrea Lazzari, Memorie istoriche dei conti, e duchi di Urbino, Fermo, Torchi Camerali di Pallade, 1795.
- Andrea Lazzari, Dizionario storico degl'illustri professori delle belle arti, e de' valenti mecanici d'Urbino, Urbino, 1796.
- Andrea Lazzari, Memorie d'alcuni più celebri pittori di Urbino, Urbino, Giovanni Guerrini, 1800.
- Andrea Lazzari, Delle chiese di Urbino e delle pitture in esse esistenti, Urbino, Giovanni Guerrini, 1801.